# Morti nel 1967/Marzo
| Questa pagina contiene informazioni ricavate automaticamente dalle voci biografiche con l'ausilio del template Bio e di un bot. L'aggiornamento è periodico e automatico e ricostruisce completamente la pagina. Se manca una persona in questa lista, sei pregato di non aggiungerla, ma accertati piuttosto che la sua voce biografica contenga il template Bio e che i dati anagrafici siano correttamente compilati. Se il template Bio manca, inseriscilo tu stesso o, in alternativa, metti l'avviso {{tmp\|Bio}} che ne segnala la mancanza. Se i dati riportati sono sbagliati, correggi direttamente la voce biografica; le modifiche saranno visibili in questa lista entro pochi giorni. Per chiarimenti vedi il progetto biografie. La lista contiene solo le 88 persone che sono citate nell'enciclopedia e per le quali è stato implementato correttamente il template Bio. Pagina aggiornata al 3 mar 2024. |

- 1º marzo - Filippo Bentivegna, scultore italiano (n. 1888)
- 1º marzo - Toine van Renterghem, calciatore olandese (n. 1885)
- 1º marzo - Pegeen Vail Guggenheim, pittrice statunitense (n. 1925)
- 2 marzo - Azorín, romanziere, saggista e critico letterario spagnolo (n. 1873)
- 2 marzo - Gino Bozza, ingegnere italiano (n. 1899)
- 2 marzo - Gordon Harker, attore britannico (n. 1885)
- 2 marzo - Hans Ledwinka, ingegnere e imprenditore austriaco (n. 1878)
- 3 marzo - Vittorio Tredici, politico italiano (n. 1892)
- 3 marzo - Mihailo Vukdragović, compositore e direttore d'orchestra serbo (n. 1900)
- 4 marzo - Mohammad Mossadeq, politico iraniano (n. 1882)
- 5 marzo - Misha Auer, attore russo (n. 1905)
- 5 marzo - Ernest Clère, calciatore francese (n. 1897)
- 5 marzo - John Langley, hockeista su ghiaccio statunitense (n. 1896)
- 5 marzo - Georges Vanier, generale, diplomatico e politico canadese (n. 1888)
- 6 marzo - Nelson Eddy, attore statunitense (n. 1901)
- 6 marzo - Albert Gladstone, canottiere britannico (n. 1886)
- 6 marzo - Kenneth Harlan, attore statunitense (n. 1895)
- 6 marzo - George Kelly, psicologo statunitense (n. 1905)
- 6 marzo - Zoltán Kodály, compositore, linguista e filosofo ungherese (n. 1882)
- 7 marzo - Clemente Aldobrandini, III principe di Meldola, imprenditore e nobile italiano (n. 1891)
- 7 marzo - Alice Toklas, scrittrice statunitense (n. 1877)
- 8 marzo - Olena Kul'čyc'ka, artista, insegnante e attivista ucraina (n. 1877)
- 8 marzo - Raniero Pasqui, tuffatore e disegnatore italiano (n. 1887)
- 9 marzo - Guido Cominotto, mezzofondista e velocista italiano (n. 1901)
- 9 marzo - Bill Hapac, cestista e allenatore di pallacanestro statunitense (n. 1918)
- 9 marzo - Luigi Roccati, pittore italiano (n. 1906)
- 10 marzo - Aleksandr Vasil'evič Nadaškevič, progettista sovietico (n. 1897)
- 10 marzo - Luigi Poletti, matematico e poeta italiano (n. 1864)
- 10 marzo - Gianni Roghi, giornalista e fotografo italiano (n. 1927)
- 10 marzo - Tony Vandervell, imprenditore, dirigente d'azienda e dirigente sportivo britannico (n. 1898)
- 11 marzo - Geraldine Farrar, soprano e attrice statunitense (n. 1882)
- 11 marzo - Francisco Petrone, attore argentino (n. 1902)
- 13 marzo - Vincenzo Del Signore, vescovo cattolico italiano (n. 1881)
- 13 marzo - Bob Kortman, attore statunitense (n. 1887)
- 14 marzo - Max Friedrich Meyer, psicologo tedesco (n. 1873)
- 14 marzo - Enrico Porro, lottatore italiano (n. 1885)
- 15 marzo - Federico Comandini, avvocato e politico italiano (n. 1893)
- 15 marzo - Jean-Pierre Weber, calciatore lussemburghese (n. 1899)
- 16 marzo - Orazio Bernardini, ammiraglio italiano (n. 1899)
- 16 marzo - Agostino Frassinetti, pallanuotista e nuotatore italiano (n. 1897)
- 16 marzo - James Friskin, pianista e compositore scozzese (n. 1886)
- 16 marzo - Oronzo Massari, politico e avvocato italiano (n. 1889)
- 16 marzo - Luigi Signorini Corsi, avvocato e collezionista d'arte italiano (n. 1897)
- 17 marzo - Richard Reeves, attore statunitense (n. 1912)
- 17 marzo - Frank Wisbar, regista e sceneggiatore tedesco (n. 1899)
- 18 marzo - Julio Baghy, esperantista e scrittore ungherese (n. 1891)
- 18 marzo - Erick-Oskar Hansen, generale tedesco (n. 1889)
- 18 marzo - Otakar Německý, combinatista nordico, fondista e sciatore di pattuglia militare cecoslovacco (n. 1902)
- 19 marzo - Vigilio De Grassi, architetto e urbanista italiano (n. 1889)
- 19 marzo - Frederick Edgeworth Morgan, generale britannico (n. 1894)
- 19 marzo - Roberto Vestrini, canottiere italiano (n. 1908)
- 20 marzo - Mario Marcazzan, critico letterario italiano (n. 1902)
- 20 marzo - Ludwig von Ficker, letterato e editore austriaco (n. 1880)
- 21 marzo - Ramón Encinas, calciatore e allenatore di calcio spagnolo (n. 1893)
- 21 marzo - Alexander Macklin, medico e esploratore britannico (n. 1889)
- 22 marzo - Nicolae Bonciocat, calciatore rumeno (n. 1898)
- 22 marzo - Rosario Pi, regista, sceneggiatrice e produttrice cinematografica spagnola (n. 1899)
- 22 marzo - Luigi Piazza, baritono italiano (n. 1884)
- 23 marzo - Antonio Bandini Buti, giornalista italiano (n. 1895)
- 23 marzo - Gustav Deutsch, calciatore austriaco (n. 1891)
- 23 marzo - Pete Johnson, pianista statunitense (n. 1904)
- 24 marzo - Francesco Bracci, cardinale e arcivescovo cattolico italiano (n. 1879)
- 25 marzo - Renato Cellini, direttore d'orchestra italiano (n. 1912)
- 25 marzo - Johannes Itten, pittore, designer e scrittore svizzero (n. 1888)
- 26 marzo - Luigi Incoronato, scrittore e saggista italiano (n. 1920)
- 26 marzo - Wolfgang Langenbeck, chimico tedesco (n. 1899)
- 26 marzo - Giuseppe Mario Militerni, politico italiano (n. 1914)
- 26 marzo - Fritz Scheidegger, pilota motociclistico svizzero (n. 1930)
- 26 marzo - Jim Thompson, imprenditore statunitense (n. 1906)
- 26 marzo - Grigorij Žatkovič (n. 1886)
- 27 marzo - Henri Grialou, presbitero francese (n. 1894)
- 27 marzo - Jaroslav Heyrovský, chimico cecoslovacco (n. 1890)
- 27 marzo - Nikolaj Jakovlevič Jut Zolotov, scrittore, etnologo e critico letterario russo (n. 1898)
- 27 marzo - Kathleen Innes, pacifista inglese (n. 1883)
- 29 marzo - Domenico Piccoli, aviatore italiano (n. 1882)
- 29 marzo - Giuseppe Pizzigoni, architetto italiano (n. 1901)
- 29 marzo - Fritz Schäffer, politico tedesco (n. 1888)
- 30 marzo - Casimiro Casucci, politico e antifascista italiano (n. 1885)
- 30 marzo - Enrico Lugli, generale italiano (n. 1889)
- 30 marzo - Giorgio Mortara, economista e statistico italiano (n. 1885)
- 30 marzo - Richard Ruoff, generale tedesco (n. 1883)
- 30 marzo - Gaston Strobino, maratoneta statunitense (n. 1891)
- 30 marzo - Jean Toomer, romanziere e poeta statunitense (n. 1894)
- 30 marzo - Yao Min, cantante e compositore cinese (n. 1917)
- 31 marzo - Don Alvarado, attore statunitense (n. 1904)
- 31 marzo - Sam English, calciatore nordirlandese (n. 1908)
- 31 marzo - Rodion Jakovlevič Malinovskij, generale e politico sovietico (n. 1898)
- 31 marzo - Augusto Persico, maratoneta italiano (n. 1895)